# Vila Brajnović u Splitu
Vila Brajnović u Splitu, Hrvatska, na adresi Mažuranićevo šetalište 1/2.

## Opis
Sagrađena je 1907. godine. Dugo godina imala je najljepši park sa staklenikom u pozadini. U prizemlju je bio poslovni prostor građevinske tvrtke Petra Brajnovića. U potkrovlju je bio dvoetažni stan. Namjenski raspored ostao je do danas. Godinâ 1908. i 1909. uklonjen je zemljani nasip, ostatak nekadašnjeg bastiona, čime je snižen teren te je na mjestu dotadašnjeg vrta Brajnović formirana poljana Vida Morpurga. Većina stavaka je u izvornom stanju i izvrsno je restaurirana. Jedini dio koji nije izvoran je umjetnička bravarija uz stubište koje vodi na kat, što je posljedica tijekom ratnih godina kad su osvajači uzimali dijelove. Slikovita secesijska vila-ljetnikovac s kulom-vidikovcem, ukrašena štukaturama, izgrađena je 1907. za građevinskog poduzetnika Petra Brajnovića, na tadašnjoj gradskoj periferiji. Nekada je imala vrt, a danas je, okružena novogradnjama, izgubila izvorne ambijentalne vrijednosti. Građena je, vjerojatno, prema gotovom predlošku iz tada uobičajenih austrijskih arhitektonskih mapa i časopisa koji su stizali iz Beča. Poput vile Plevna, u načinu gradnje odlikuje se sjevernjačkim utjecajem i romantičarskim ozračjem. Visoka kvaliteta izvedbe i zanatsko umijeće prepoznatljivi su i u vrijednim primjerima secesijskog obrta sačuvanima u interijeru.

## Zaštita
Pod oznakom Z-2603 zavedena je kao nepokretno kulturno dobro - pojedinačno, pravna statusa zaštićena kulturnog dobra, klasificiranog kao profana graditeljska baština, stambene građevine.

## Vanjske poveznice
|  | Zajednički poslužitelj ima još gradiva o temi Vila Brajnović u Splitu |